# París-Troyes
La París-Troyes es una carrera ciclista profesional de un día francesa que se disputa entre Provins (alrededores de París) y Troyes, que en los últimos años se disputa en el mes de marzo.
Creada en 1910, fue hasta 2004 una carrera amateur (en 2004 en la máxima categoría para carreras amateur: 1.6) por ello la mayoría de ganadores han sido franceses. Desde la creación de los Circuitos Continentales UCI en 2005 forma parte del UCI Europe Tour, dentro de la categoría 1.2 (última categoría del profesionalismo).
Está organizada por el U.V.Aube.

## Palmarés
En amarillo: edición amateur.
| Año       | Ganador                                          | Segundo                                          | Tercero                                          |
| --------- | ------------------------------------------------ | ------------------------------------------------ | ------------------------------------------------ |
| 1910      | Marius Choque                                    |                                                  |                                                  |
| 1913      | Frank Henry                                      |                                                  |                                                  |
| 1923      | André Leducq                                     |                                                  |                                                  |
| 1926      | André Aumerle                                    | Georges Robert                                   | Octave Dayen                                     |
| 1933      | Jean Bidot                                       | Marcel Bidot                                     | André Gabard                                     |
| 1934      | Marcel Bidot                                     | Louis Krauss                                     | Marcel Blanchon                                  |
| 1935      | Jules Rossi                                      | Marcel Bidot                                     | Jean Bidot                                       |
| 1936      | Camille Muls                                     | Jean Bidot                                       | Louis Thietard                                   |
| 1938      | Olivier Pierre                                   | Paul Couderc                                     | Quillier                                         |
| 1939-1945 | Ediciones no disputadas por la II Guerra Mundial | Ediciones no disputadas por la II Guerra Mundial | Ediciones no disputadas por la II Guerra Mundial |
| 1946      | Roger Queugnet                                   | Roger Lejeune                                    | Charles Coste                                    |
| 1947      | Michel Rabut                                     | Pierre Scalbi                                    | Gerwig                                           |
| 1948      | Mario Mathieu                                    | Louis Aubrun                                     | Julien Conan                                     |
| 1949      | Anzio Mariotti                                   | Gabriel Faille                                   | Doce corredores ex aequo                         |
| 1950      | Roger Bertaz                                     | Louis Cavanna                                    | Jean Carle                                       |
| 1951-1958 | No se disputó                                    | No se disputó                                    | No se disputó                                    |
| 1959      | Michel Bauchet                                   | Raymond Reisser                                  | Marcisse Carrara                                 |
| 1960      | Daniel Dhieux                                    | Henri Belena                                     | Francis Bazire                                   |
| 1961      | Claude Faveaux                                   | Jean Marcarini                                   | Antoine Piszczek                                 |
| 1962      | Roger Jube                                       | José María Errandonea                            | Jean-Marie Poppe                                 |
| 1963      | Max Sinoquet                                     | Aimable Denhez                                   | Jean-Paul Caffi                                  |
| 1964      | Jean-Pierre Puccianti                            | Michel Prissette                                 | Aimable Denhez                                   |
| 1965      | André Desvages                                   | Claude Guyot                                     | Jean-Paul Caffi                                  |
| 1966      | Agustín Tamames                                  | Robert Fuhrel                                    | Quenet                                           |
| 1967      | Robert Bouloux                                   | Derek Harrison                                   | José Catieau                                     |
| 1968      | Henk Hiddinga                                    | Daniel Ducreux                                   | Jean-Jacques Cornet                              |
| 1969      | Jean Thomazeau                                   | Yves Hézard                                      | Thierry Grandsir                                 |
| 1970      | Christian Poissenot                              | Robert Fuhrel                                    | Philipp Cheetham                                 |
| 1971      | No se disputó                                    | No se disputó                                    | No se disputó                                    |
| 1972      | Jacques Esclassan                                | Guy Sibille                                      | Eric Lalouette                                   |
| 1973      | Guy Dolhats                                      | Joël Hauvieux                                    | Alain Meslet                                     |
| 1974      | Gérard Colinelli                                 | Hubert Arbes                                     | Hubert Linard                                    |
| 1975      | No se disputó                                    | No se disputó                                    | No se disputó                                    |
| 1976      | Hubert Linard                                    | Patrick Derosier                                 | Michel Herbault                                  |
| 1977      | Didier Van Vlaslaer                              | Jean-Paul Marchal                                | Michel Lloret                                    |
| 1978      | Graham Jones                                     | Patrice Thévenard                                | Pascal Simon                                     |
| 1979      | Philippe Badouard                                | Jacques Desportes                                | Plaut                                            |
| 1980      | Michel Larpe                                     | Eric Delatte                                     | Pascal Guyot                                     |
| 1981      | Jozef Lieckens                                   | Frans Vermaelen                                  | Philippe Chevallier                              |
| 1982      | Nico Emonds                                      | Charly Mottet                                    | Laurent Eudeline                                 |
| 1983      | Martin Durant                                    | Thierry Casas                                    | Denis Roux                                       |
| 1984      | Carlo Bomans                                     | Philippe Bouvatier                               | Claude Carlin                                    |
| 1985      | Jean-Jacques Philipp                             | Carlo Bomans                                     | Seamus Downey                                    |
| 1986      | Benjamin Van Itterbeeck                          | Edwig Van Hooydonck                              | Franck Petiteau                                  |
| 1987      | Frédéric Gallerne                                | Eric Chanton                                     | Christophe Manin                                 |
| 1988      | Laurent Bezault                                  | Thierry Richard                                  | Brian Smith                                      |
| 1989      | Hervé Lepinay                                    | Gilles Carlin                                    | Thierry Gouvenou                                 |
| 1990      | Thierry Arnould                                  | Eric Lavaud                                      | Christophe Faudot                                |
| 1991      | Thierry Dupuy                                    | Zdzislaw Wrona                                   | Sylvain Bolay                                    |
| 1992      | Didier Faivre-Pierret                            | Didier Rous                                      | Ian Gilkes                                       |
| 1993      | Simon Hempsall                                   | Régis Simon                                      | Marek Leśniewski                                 |
| 1994      | Gordon Fraser                                    | Gilles Maignan                                   | Hervé Bihan-Poudec                               |
| 1995      | Denis Moretti                                    | Yvan Boos                                        | Philippe Lepeurien                               |
| 1996      | Jérôme Gannat                                    | Grégory Barbier                                  | Stéphane Houillon                                |
| 1997      | Eric Salvetat                                    | Eric Drubay                                      | Tony Cavet                                       |
| 1998      | Saulius Ruskys                                   | Yvonnick Bolgiani                                | Florent Brard                                    |
| 1999      | Marc Chanoine                                    | Sylvain Lajoie                                   | Alexandre Usov                                   |
| 2000      | Christophe Marcoux                               | Samuel Plouhinec                                 | Olivier Martínez                                 |
| 2001      | José Medina                                      | Frédéric Delalande                               | Cédric Loué                                      |
| 2002      | Mickaël Buffaz                                   | Jérôme Rouyer                                    | Noan Lelarge                                     |
| 2003      | Xavier Pache                                     | Kilian Patour                                    | Noan Lelarge                                     |
| 2004      | Olivier Grammaire                                | Laurent Mangel                                   | Sébastien Minard                                 |
| 2005      | Florent Brard                                    | Carl Naibo                                       | Alexandre Usov                                   |
| 2006      | Yuri Trofímov                                    | Cédric Coutouly                                  | Stéphane Pétilleau                               |
| 2007      | Yuri Trofímov                                    | Andrey Klyuev                                    | Rein Taaramäe                                    |
| 2008      | Jean-Luc Delpech                                 | Aleksandr Mironov                                | Jakob Fuglsang                                   |
| 2009      | Yannick Talabardon                               | Nadir Haddou                                     | Steven Caethoven                                 |
| 2010      | Cédric Pineau                                    | Jean-Marc Bideau                                 | Cyril Bessy                                      |
| 2011      | Jonathan Hivert                                  | Gianni Meersman                                  | Mathieu Drujon                                   |
| 2012      | Jean-Marc Bideau                                 | Anthony Delaplace                                | Romain Bacon                                     |
| 2013      | Jean-Marc Bideau                                 | Thomas Vaubourzeix                               | Julien Duval                                     |
| 2014      | Steven Tronet                                    | Kristoffer Skjerping                             | Flavien Dassonville                              |
| 2015      | David Menut                                      | Julien El Fares                                  | Alexis Bodiot                                    |
| 2016      | Rudy Barbier                                     | Baptiste Planckaert                              | Pierre Barbier                                   |
| 2017      | Yannis Yssaad                                    | Thomas Boudat                                    | Bert Van Lerberghe                               |
| 2018      | Adrien Petit                                     | Lorrenzo Manzin                                  | Damien Touzé                                     |
| 2019      | Jérémy Cabot                                     | Tony Hurel                                       | Milan Menten                                     |
| 2020      | No se disputó                                    | No se disputó                                    | No se disputó                                    |
| 2021      | Romain Cardis                                    | Alan Riou                                        | Antoine Raugel                                   |
| 2022      | Robert Scott                                     | Xavier Cañellas                                  | Kévin Avoine                                     |
| 2023      | Gwen Leclainche                                  | Clément Braz Afonso                              | Antony Chamerat-Dumont                           |
| 2024      | Liam Walsh                                       | Emmanuel Houcou                                  | Tobias Müller                                    |
| 2025      | Juan David Sierra                                | Alfred George                                    | Emmanuel Morin                                   |

## Palmarés por países
Solamente se contemplan las victorias profesionales.
| País        | Victorias |
| ----------- | --------- |
| Francia     | 15        |
| Rusia       | 2         |
| Reino Unido | 1         |
| Australia   | 1         |
| Italia      | 1         |